# بوبي ميلر
بوبي ميلر (بالإنجليزية: Poppy Miller)‏ هي ممثلة بريطانية، ولدت في 28 فبراير 1969 بنورتش في المملكة المتحدة.

## أعمال

### أفلام
- (2015) فندق بست إكزوتك ماريجولد الثاني[3]

## وصلات خارجية
- بوبي ميلر على موقع IMDb (الإنجليزية)
- بوبي ميلر على موقع قاعدة بيانات برودواي على الإنترنت (الإنجليزية)
- بوبي ميلر على موقع قاعدة بيانات الفيلم (الإنجليزية)